# Farhad Majidi
Farhad Majidi, född 3 juni 1977 i Mazandaran, är en iransk före detta fotbollsspelare (anfallare). Åren 1996-2011 representerade han det iranska fotbollslandslaget, där han spelade 45 matcher och gjorde 10 mål.